# Brest Arena
Brest Arena er en indendørs multiarena i Brest, Frankrig, med plads til 4.500 tilskuere til håndboldkampe. Arenaen er hjemmebane for topholdet Brest Bretagne Handball.
I arenaen blev der under VM i håndbold 2017 for mænd spillet nogle kampe, og den skal også bruges under EM i håndbold 2018 for kvinder.